# Ereshkigal (cómic)
Ereshkigal es el nombre de dos personajes ficticios que aparecen en los cómics estadounidenses publicados por Marvel Comics.

## Diosa
Ereshkigel, una diosa babilónica, apareció por primera vez en Thor Annual # 10, en 1981. Era parte de un grupo de dioses de la muerte que intentaban aumentar su poder, pero fue absorbida junto con los demás por Demogorge, el Devorador de Dioses. Ereshkigal y los otros dioses fueron liberados por Thor y no han hecho ningún intento similar. Fue retratada como una mujer de piel pálida con alas de murciélago. Ella es la contraparte ficticia de la diosa mesopotámica Ereshkigal.

## Deviant

### Historial de publicaciones
El segundo Ereshkigal es un miembro de la raza Deviant del Universo Marvel, apareciendo por primera vez en Thor # 284 (junio de 1979), y fue creado por Roy Thomas y John Buscema. El personaje aparece posteriormente en Quasar # 30 (enero de 1992) y # 35-50 (junio de 1992-septiembre de 1993).
Ereshkigal recibió una entrada en el Nuevo Manual Oficial del Universo Marvel AZ # 4 (2006).

### Biografía ficticia
Ella es una cambiaformas, capaz de tomar forma humana o una forma alada que se asemeja a la versión de Marvel de la diosa cuyo nombre asumió. Ella dice tener milenios y, como muchos Deviants, tiene mayor fuerza, resistencia y durabilidad que un humano. Parece haber personificado a la diosa Ereshkigel a lo largo de la historia. Su hermana Dragona es miembro de la Red Delta de Señor de la Guerra Kro.
Ereshkigel fue asignada para investigar la Ciudad de los Dioses del Espacio, hogar de los Celestiales, por el hermano Tode, líder de los Deviants. Asumió una apariencia humana y abordó un avión que se dirigía a la Cordillera de los Andes. El avión fue capturado por los Celestiales y llevado a su ciudad oculta para ser examinado. Sin embargo, otro pasajero en ese avión era Don Blake, la identidad secreta de Thor, y otro era Ajak de los Eternos. Thor pudo vencer fácilmente a Ereshkigal y la entregó a Ajak.
Más tarde, volvió a tomar una identidad humana como H.D. Steckley (un alias anteriormente utilizado por Dragón Lunar), y planeó obtener las bandas de poder de Quasar. Cuando descubrió la existencia de un artefacto aún más poderoso, Star Brand, intentó adquirirlo. Se hizo amiga de la secretaria de Quasar, Kayla Ballantine, quien poseía la Marca, incluso convirtiéndose en su compañera de cuarto. Cuando Kayla fue reclutada por un mundo alienígena para defenderlos de los Starblasters, "H.D." fue con ella y vio a Kayla destruir fácilmente una flota de buques de guerra. Luego regresaron a la Tierra.
El poder de Star Brand atrajo la atención de Kismet, con quien Kayla luchó y resultó gravemente herido. Kayla, angustiada, deseó no tener más el poder y "H.D." se ofreció a tomarlo. Después de que se transfirió el poder, ella reveló su verdadero yo a una consternada Kayla.
Ereshkigel voló hacia el portal pandimensional llamado Nexus de las Realidades, derrotando fácilmente a su guardián, el Hombre Cosa. Convocó al panteón de seres poderosos conocido como el Congreso de las Realidades, y se ofreció a derrocar a los actuales guardianes del Multiverso y dar rienda suelta al Congreso. Algunos eligieron seguirla y ella destruyó al resto con su poder casi infinito.
El guardián cósmico conocido como el Tribunal Viviente desafió a Ereshkigel a un concurso de campeones, el ganador se lo lleva todo. Quasar y Silver Surfer fueron elegidos campeones; a ambos se les dijo lo que estaba en juego, pero no a qué lado representaban. Sin embargo, al observar los efectos de su lucha en los seres cósmicos conocidos como Maestro del Orden y Señor del Caos, Quasar pudo determinar que representaba el lado del Caos y se permitió perder. Derrotado, Ereshkigal se suicidó y el Tribunal Viviente tomó posesión de Star Brand.
Mucho más tarde, Ereshkigal resucitó y capturó un artefacto del fin del mundo asgardiano: la piedra Unbiding. Mientras tanto, los hombres Deviants quedaron estériles por una plaga y Ereshkigal aprovechó el caos para tener una competencia de poder con el sumo sacerdote Ghaur, ofreciendo a los Deviants el gran poder de la piedra Unbiding. Ghaur ganó el concurso cuando prometió a los deviants el regreso de su fertilidad con la ayuda del eterno secuestrado Phastos. El dios asgardiano Thor rescató a Phastos y luchó contra Ghaur y Ereshkigal. Cuando la piedra Unbiding fue destruida, Ghaur y Erishkigal desaparecieron y Kro se quedó liderando a los Deviants.